# The Monkees
The Monkees byla americká pop rocková hudební skupina, založená v roce 1965. Původní sestava skupiny byla: zpěvák a kytarista Davy Jones, bubeník a zpěvák Micky Dolenz, pianista, baskytarista a zpěvák Peter Tork a kytarista a zpěvák Michael Nesmith. Manažer skupiny byl Don Kirshner.
Skupinu dali dohromady filmoví producenti Robert "Bob" Rafelson and Bert Schneider pro sitcom The Monkees, který se vysílal v letech 1966–1968. Seriál točila společnost Columbia Pictures, která se nechala inspirovat úspěchem filmu A Hard Day's Night, který v roce 1964 natočili The Beatles. Jak popisuje zpěvák Micky Dolenz původně mělo jít o: „televizní seriál o fiktivní skupině, která se chtěla stát The Beatles, nikdy ovšem nebyla úspěšná.” Z najatých herců — každý z nich byl ovšem i muzikant — se brzy stala skutečná kapela. Dolenz to glosuje slovy: „Z The Monkees se opravdu stala kapela, je to vlastně stejná proměna, jako když se z Leonarda Nimoye opravdu stal Spock.”
Během prvních měsíců téměř pětileté úspěšné existence skupiny byl vliv herců, kteří hráli členy kapely, v nahrávacím studiu značně omezen. Časová náročnost natáčení seriálu značně omezovala možnosti kapely zkoušet a sehrát se dohromady. Ale i přes to napsal kytarista Nesmith několik písniček, ke kterým při nahrávání dohrával baskytaru Peter Tork. Později se oba snažili vydobýt si právo dohlížet na všechny skladby, které skupina nahrávala. Ačkoli bylo natáčení sitcomu v roce 1968 zastaveno, skupina dál nahrávala pod svým jménem až do roku 1971.
V průběhu dalších let se skupina dala několikrát znovu dohromady. Odjeli společně několik koncertních turné, z nichž ne zrovna všechna byla úspěšná. Navzdory tomu, že v únoru 2012 zemřel kytarista Davy Jones, plánovali přeživší členové skupiny na konec roku 2012 krátké turné.
V prosinci 2021 zemřel další zakládající člen, Michael Nesmith.

## Diskografie

### Studiová alba
- The Monkees (1966)
- More of The Monkees (1967)
- Headquarters (1967)
- Pisces, Aquarius, Capricorn & Jones Ltd. (1967)
- The Birds, The Bees & the Monkees (1968)
- Head (1968)
- Instant Replay (1969)
- The Monkees Present (1969)
- Changes (1970)
- Pool It! (1987)
- Justus (1996)
- Good Times! (2016)